# Knesselare
Knesselare est une section de la commune belge d'Aalter située en Région flamande, dans la province de Flandre-Orientale. C'était une commune à part entière avant sa fusion avec Aalter le 1er janvier 2019 qui avait déjà connu une première fusion en 1977 avec la commune d'Ursel.

## Sections de la commune fusionnée de 1977
| # | Section    | Superf. (km2) | Habitants (2020) | Habitants par km2 | Code INS |
| - | ---------- | ------------- | ---------------- | ----------------- | -------- |
| 1 | Knesselare | 16,67         | 5 422            | 325               | 44029A   |
| 2 | Ursel      | 20,79         | 2 804            | 135               | 44029B   |

## Démographie

### Évolution démographique: Avant la fusion de 1977
- Sources : INS, Rem. : 1831 jusqu'en 1970 = recensements, 1976 = nombre d'habitants au 31 décembre[4].

### Évolution démographique: Commune fusionnée de 1977 à 2018
En tenant compte des anciennes communes entraînées dans la fusion de communes de 1977, on peut dresser l'évolution suivante:
Les chiffres des années 1831 à 1970 tiennent compte des chiffres des anciennes communes fusionnées.
- Source: DGS , de 1831 à 1981=recensements population; à partir de 1990 = nombre d'habitants chaque 1 janvier

## Politique et administration
| Période                                  | Période       | Identité        | Étiquette | Qualité |
| ---------------------------------------- | ------------- | --------------- | --------- | ------- |
| Les données manquantes sont à compléter. |               |                 |           |         |
| 1983                                     | 2006          | Antoine Schrans |           |         |
| janvier 2007                             | novembre 2014 | Fredy Tanghe    |           |         |
| décembre 2014                            | décembre 2018 | Erné De Blaere  |           |         |

## Personnalités
- Quinten De Graeve (2000-), coureur cycliste, y est né.